# Ctenomys conoveri
Ctenomys conoveri е вид бозайник от семейство тукотукови (Ctenomyidae).

## Разпространение
Видът е разпространен в Боливия и Парагвай.